# Eugeniusz Leoszenia
Eugeniusz Warfołomiejewicz Leoszenia, ros. Евгений Варфомеевич Леошеня, (ur. 11 grudnia?/24 grudnia 1900 w osadzie Albertyn (obecnie część Słonima), zm. 6 grudnia 1981) – docent, doktor (kandydat nauk technicznych), inżynier, generał porucznik Armii Czerwonej i generał dywizji ludowego Wojska Polskiego.

## Życiorys
Białorusin. Jego matka była Polką z rodziny ziemiańskiej. 
Od 1919 w Armii Czerwonej. Uczestnik wojny domowej w latach 1920-1921. W 1922 roku ukończył Oficerską Szkołę Inżynierii, a następnie w 1934 roku Akademię Wojskową im. Frunzego w Moskwie. Po wybuchu wojny niemiecko-radzieckiej brał udział w obronie Moskwy, w 1941 i 1942 roku. W grudniu 1943 r. mianowany na stopień generała majora. Następnie uczestniczył w walkach w składzie 1 Frontu Białoruskiego, w którym był szefem sztabu wojsk inżynieryjnych frontu. W 1945 roku znacząco przyczynił się do tego, że 2 Armia Wojska Polskiego otrzymała batalion jeniecki do prowadzenia rozminowywania pasa terenu nad Odrą i Nysą Łużycką. 
Po zakończeniu wojny z Niemcami, brał udział w walkach z Japonią w składzie Frontu Zabajkalskiego. Przed skierowaniem do Wojska Polskiego był zastępcą komendanta Wojskowej Akademii Inżynieryjnej im. Kujbyszewa w Moskwie. W sierpniu 1951 roku został przeniesiony do Wojska Polskiego i do roku 1956 pracował w Wojskowej Akademii Technicznej. Najpierw był szefem Katedry Zabezpieczenia Inżynieryjnego na Fakultecie Wojsk Inżynieryjnych, a następnie komendantem tegoż fakultetu. W 1952 roku wyznaczono go na komendanta Wojskowej Akademii Technicznej. 12 sierpnia 1955 r. awansował na stopień generała porucznika. Do ZSRR wyjechał w listopadzie 1956. Przez kilka lat był zastępcą komendanta Wojskowej Akademii Inżynieryjnej im. W. Kujbyszewa w Moskwie

### Przebieg służby
- 1919 - wstępuje na ochotnika do Armii Czerwonej;
- w latach 30. kończy Akademię Wojskową im. Michaiła Frunzego;
- pracownik naukowy Wojskowej Akademii Inżynieryjnej im. Kujbyszewa w Moskwie;
- 1945 - szef sztabu Wojsk Inżynieryjnych I Frontu Białoruskiego w stopniu generała majora;
- po II wojnie światowej pełni obowiązki szefa katedry a następnie zastępcy komendanta Wojskowej Akademii Inżynieryjnej im. Kujbyszewa;
- 1951 - skierowany do Polski na stanowisko szefa Katedry Zabezpieczenia Działań Bojowych Fakultetu Wojsk Inżynieryjnych WAT;
- 1951-1956 komendant WAT;
- 1956 - odwołany do Związku Radzieckiego.

## Odznaczenia
- Krzyż Komandorski Orderu Odrodzenia Polski
- Order Sztandaru Pracy I klasy
- Order Krzyża Grunwaldu II klasy
- Medal za Warszawę 1939–1945
- Złoty Medal "Za Zasługi dla Obronności Kraju"
- Order Lenina
- Order Czerwonego Sztandaru - trzykrotnie
- Order Kutuzowa I klasy
- Order Kutuzowa II klasy
- Order Wojny Ojczyźnianej I klasy
- Order Wojny Ojczyźnianej II klasy